# Erlend Svardal Bøe

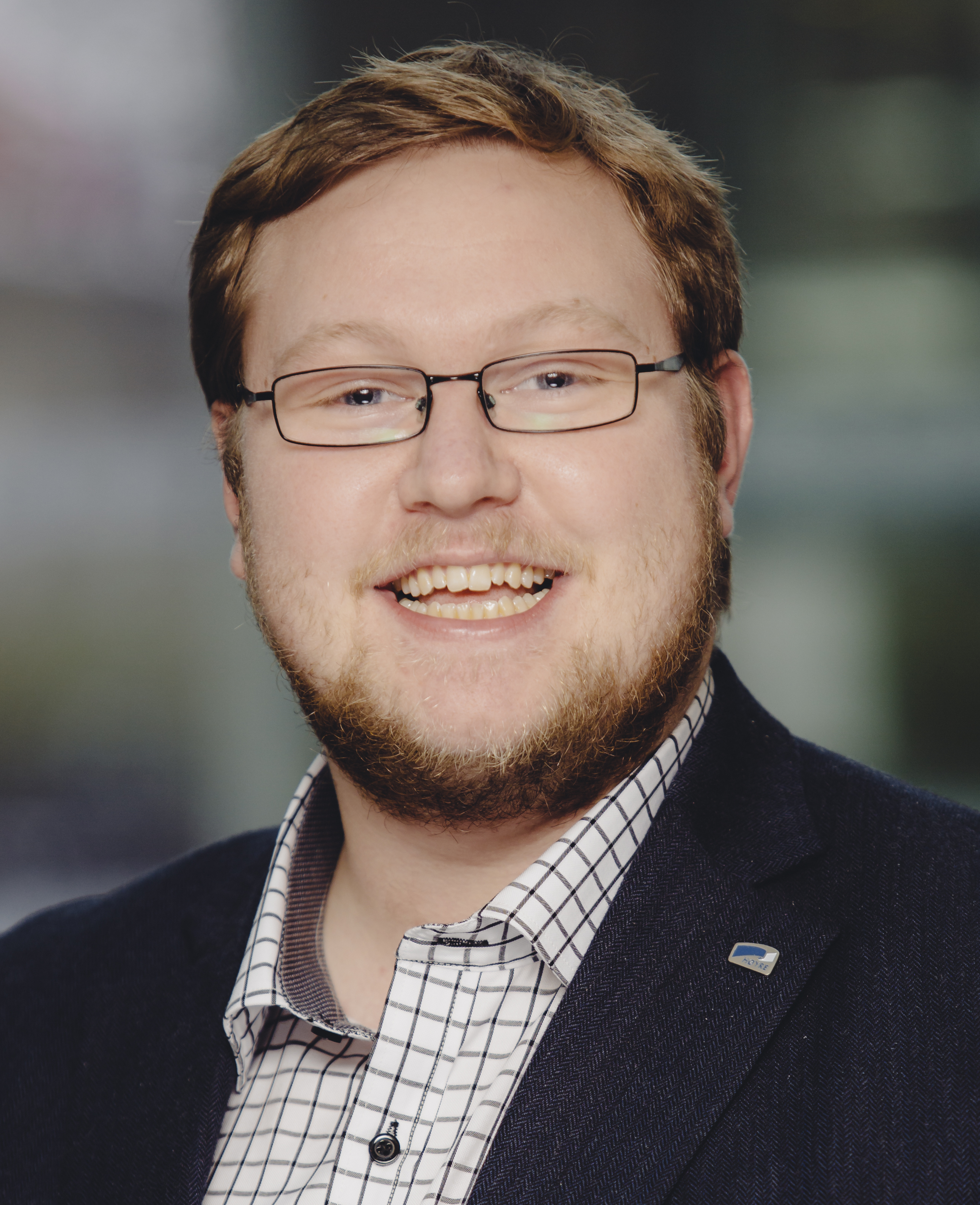
Erlend Svardal Bøe, 2015

Erlend Svardal Bøe (* 30. Dezember 1992) ist ein norwegischer Politiker der konservativen Partei Høyre. Seit 2021 ist er Abgeordneter im Storting.

## Leben
Bøe wurde 2015 Mitglied im Kommunalparlament von Tromsø. Von 2015 bis 2017 fungierte er als Generalsekretär der Jugendorganisation Unge Høyre. Von Januar bis Juli 2020 arbeitete er vertretungsweise als politischer Referent unter Minister Bent Høie im Gesundheits- und Fürsorgeministerium. Am 4. Juni 2021 wurde er zum kommissarischen Staatssekretär in diesem Ministerium ernannt. Als solcher war er bis zum 11. Juli 2021 im Einsatz.
Bøe zog bei der Parlamentswahl 2021 erstmals in das norwegische Nationalparlament Storting ein. Dort vertritt er den Wahlkreis Troms und wurde Mitglied im Gesundheits- und Pflegeausschuss.